# ДР2
ДР2 — Дизель-поезд рижский, вторая модификация. Был построен в единичном экземпляре Рижским вагоностроительным заводом в 1966 году.

## История
С целью увеличения количества мест для пассажиров, в конце 1966 года Рижским вагоностроительным заводом был построен опытный четырехвагонный дизель-поезд ДР2, с подвагонным расположением силовых установок и вспомогательного оборудования, что позволило увеличить полезную площадь каждого моторного вагона на 24 места. Составность поезда — два головных моторных и два промежуточных прицепных вагонов; была предусмотрена эксплуатация поезда с одним прицепным вагоном и только в составе двух моторных.
В 1971 году дизель-поезд прошёл тягово-теплотехнические испытания на экспериментальном кольце ЦНИИ МПС. Поскольку при автоматическом регулировании приводов генераторов переменного тока встретились затруднения, эти генераторы были заменены дизель-генераторными установками 3Э-16Л, применяемыми на дизель-поездах ДР1. После прохождения испытаний, состав был направлен на Октябрьскую железную дорогу сначала в ОПМС Решетниково, затем в ПМС Псков, где перевозил рабочих службы пути. В начале 1980-х дизель-поезд ДР2-01 был исключён из инвентаря.
Прекращение выпуска дизелей типа ТМЗ-201 Свердловским турбомоторным заводом и мнение ряда специалистов о том, что дизель более удобен в эксплуатации при размещении его непосредственно в кузове вагона, послужили причиной того, что дизель-поезд ДР2 не был пущен в серию.

## Общие сведения
Основные параметры для дизель-поезда серии ДР2:
- Длина по осям автосцепок — 100 104 мм;
- Число сидячих мест — 456;
- Часовая мощность главных дизелей — 2×600 л. с.;
- Конструкционная скорость — 120 км/ч;
- Минимальный радиус проходимых кривых — 100 м;
- Ускорение при пуске — 0,3 м/с².

Дизель-поезд состоит из двух головных моторных вагонов и двух промежуточных прицепных вагонов.